# Kolonimagt
Kolonimagt er et land, som regel en stormagt, som har formel kontrol over andre lande, og disse lande bliver da betragtet som kolonier.
De største kolonimagter i verdenshistorien var Spanien, Portugal, Frankrig og Storbritannien. Men også andre stater som Holland, Belgien, Italien, Tyskland og Danmark var kolonimagter.
I modsætning til de nævnte lande, som havde kolonier i andre verdensdele, koloniserede stormagterne Rusland og Japan deres nærområder.
USA var en tidligere koloni, som formelt var imod kolonialisme (skønt de herskede over Filippinerne), og amerikansk ekspansion tog derfor form af ren erobring af tidligere indianske og mexicanske områder, køb af land fra Rusland, eller uformel, men meget reel dominans over andre lande, specielt i Latinamerika, såkaldt nykolonialisme.
Kolonialisme og nykolonialisme kaldes også for imperialisme, og imperialisme har ført til mange millioner dødsfald omkring om i verden.